# Джеф Сандерз
Джеф Сандерз  (англ. Jeff Sanders)  — популярний американський спікер, мотиватор, тренер з особистісного росту, автор книги «Диво п'ятої ранку. Як підкорити свій день ще до сніданку» та «The Free-Time Formula» (на тему тайм-менеджменту), засновник Академії продуктивності «Rockin». Також є підкастером «The 5 AM Miracle», посів перше місце в «Apple Podcasts» (у категоріях «Самопоміч» та «Бізнес»), номінований на 6 премій «Podcast». Його популярний курс на JeffSanders.com завантажено більш, ніж 7 мільйонами користувачів. Сам Джеф називає себе «наркоманом з особистого розвитку».

## Біографія
Сандерз отримав ступінь бакалавра мистецтв в галузі театру та психології в Державному університеті Трумена в Кірксвіллі, штат Міссурі (2003-2007). Навчався за кордоном в Карловому університеті в Празі (2006).
Живе в Нашвіллі, штат Теннессі, разом з дружиною Тесою, дочкою Мейсі та мопсом Бенні. Серйозно займається марафоном, часто бігає кроси гірськими трасами. Своєю місією вважає допомагати амбітним професіоналам зробити більше, аніж вони коли-небудь могли собі уявити. А ще зізнається, що з’їдає велику кількість бананів щодня - 10-15 штук, вважаючи їх одним з кращих енергетичних ресурсів для людини.
У своїй книзі «The 5 A.M. Miracle: Dominate Your Day Before Breakfast» (2015) (укр. «Диво п'ятої ранку») Джеф акцентує увагу на тому, що розпочинати день варто рано-вранці з активних вправ та дій. Зокрема, бігу, зарядки та інших ранкових фізичних процедур. У 2018 році книгу було перекладено та опубліковано українською мовою видавництвом «Наш Формат».

## Відгуки про книгу[6]
«Джеф Сандерз надає практичний, перевірений часом метод для виконання найважливішої роботи та досягнення прогресу у вирішенні ваших цілей». - Тод Генрі, автор «Louder Than Words»
«Джеф презентує ПЛАН точної активації, який можна реалізувати негайно», - JOHN LEE DUMAS, «Host of the Entrepreneur on Fire Podcast»
«Незалежно від вашого природного ритму, ця книга надихає скоротити розрив від мрійника до переможця, від аматора до «прогресуючого професіонала». - DAN MILLER, автор газети New York Times

## Цікаві факти про Сандерза
Джеф пройшов десять марафонів, три 50-кілометрових ультра марафонів, близько дюжини напівмарафонів та дві 200-мильних командних естафети.
Він є вегетаріанцем, обожнює сирі фрукти та овочі.
Коли Сандерз вчився у 8-му класі, то хотів стати журналістом в ефірі «The Today Show» на NBC. Будучи популярним ведучим, він досі зберігає свою мрію.

## Переклад українською
- Джеф Сандерз. Диво п'ятої ранку. Як підкорити свій день ще до сніданку / пер. Олександра Асташова. - К.: Наш Формат, 2018. - с. 168. - ISBN 978-617-7552-49-8.